# Remondes
Remondes ist ein Ort und eine ehemalige Gemeinde (Freguesia) im portugiesischen Kreis Mogadouro. Die Gemeinde hatte 214 Einwohner (Stand 30. Juni 2011).
Am 29. September 2013 wurden die Gemeinden Remondes und Soutelo zur neuen Gemeinde União das Freguesias de Remondes e Soutelo zusammengeschlossen. Remondes ist Sitz dieser neu gebildeten Gemeinde.